# Björkhaga, Karlskrona kommun
Björkhaga är en ort i Karlskrona kommun, Blekinge län. Björkhaga ligger i kommunens östra del strax öster om E22, och är en del av den av SCB definierade och namnsatta småorten Hagbo och Björkhaga.